# Liste des consulats et représentations consulaires en Nouvelle-Calédonie
Onze pays étrangers entretiennent un consulat ou une représentation consulaire dans l'archipel de la Nouvelle-Calédonie, collectivité sui generis française dans le sud-ouest de l'océan Pacifique. Parmi eux, trois sont des États insulaires ou quasi-continentaux du Pacifique-Sud, et donc rattachés à l'Océanie d'un point de vue géopolitique : l'Australie, la Nouvelle-Zélande et le Vanuatu. Trois autres sont des pays d'Asie du Sud-Est ou d'Asie de l'Est bordés ou entourés par l'océan Pacifique : l'Indonésie, le Japon et le Vietnam. Tous les autres sont européens, dont quatre sur cinq relèvent de l'Union européenne, à laquelle la Nouvelle-Calédonie est liée en tant que pays et territoire d'outre-mer (PTOM). Sont présents quatre consulats généraux et sept consulats honoraires. Toutes ces représentations sont installées à Nouméa, le chef-lieu.

## Liste
| Nation           | Consulat ou représentation consulaire                    | Adresse                                                                | Date de création | Consul ou représentant consulaire |
| ---------------- | -------------------------------------------------------- | ---------------------------------------------------------------------- | ---------------- | --------------------------------- |
| Allemagne        | Consulat honoraire de la République fédérale d'Allemagne | 344, rue Armand-Ohlen – BP MGA 04 - 98802 Nouméa                       | -                | Ralf Clasen                       |
| Australie        | Consulat général d'Australie à Nouméa                    | 11, rue Georges-Baudoux - Immeuble Norwich - Artillerie - 98845 Nouméa | 1940             | Paul Wilson                       |
| Belgique         | Consulat honoraire de Belgique                           | 31 route du vélodrome – Baie de l'Orphelinat - 98800 Nouméa            | -                | Grégory Aulotte                   |
| Indonésie        | Consulat général d'Indonésie à Nouméa                    | 2, rue Lamartine – BP 26 - 98845 Nouméa                                | 1951             | En attente de nomination          |
| Italie           | Consulat honoraire d'Italie                              | 17, rue Dr Tiburzio - Sainte-Marie - BP 8177 - 98807 Nouméa            | -                | Riccardo Baroni                   |
| Japon            | Consulat honoraire du Japon                              | Nouméa                                                                 | -                | Corinne Mori                      |
| Nouvelle-Zélande | Consulat général de Nouvelle-Zélande à Nouméa            | 27 rue de Verdun - Immeuble Trinh (1er étage) - BP 2219 - 98846 Nouméa | -                | Justin Fepuleai                   |
| Suisse           | Consulat honoraire de Suisse                             | 2, rue Cosmos - PK 6 - 98800 Nouméa                                    | -                | Daniel Hunziker                   |
| Pays-Bas         | Consulat honoraire du royaume des Pays-Bas               | 29, rue de Sébastopol - BP 370 - 98845 Nouméa                          | -                | Hugo Raab                         |
| Vanuatu          | Consulat général du Vanuatu à Nouméa                     | 38 Rue de l’Alma - Bâtiment Ervy (2e étage) - 98800 Nouméa             | 1993             | Raymond Manuake                   |
| Vietnam          | Consulat honoraire du Vietnam                            | 20 rue Maurice-Nénou - 98845 Nouméa                                    | 2016             | Jean-Pierre Dinh                  |